# Rubus fruticosus
Il rovo comune (Rubus fruticosus L., 1753) è una pianta arbustiva caducifoglie della famiglia delle Rosacee originaria dell'Eurasia. I suoi frutti sono chiamati comunemente more.

## Descrizione

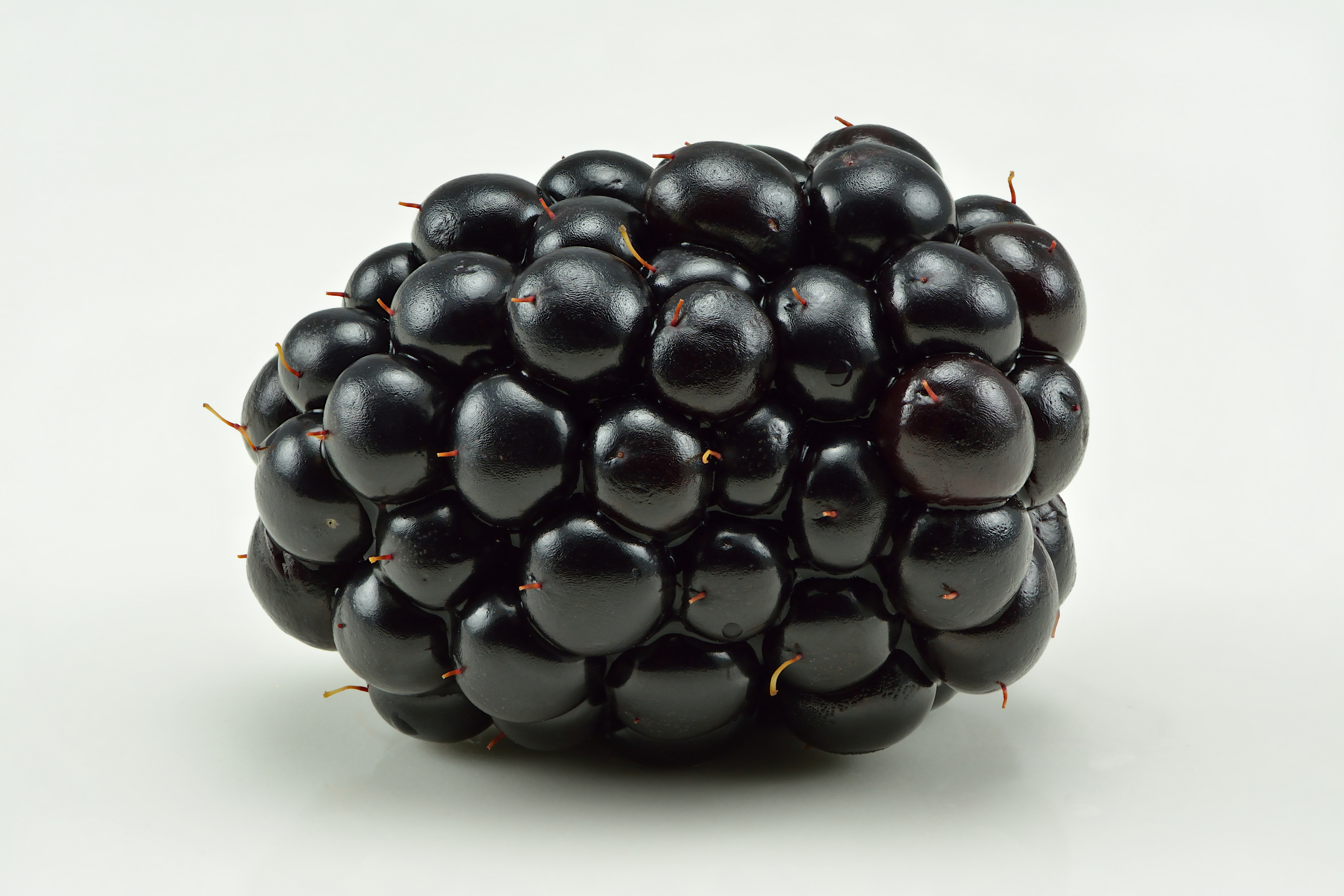
Il frutto.

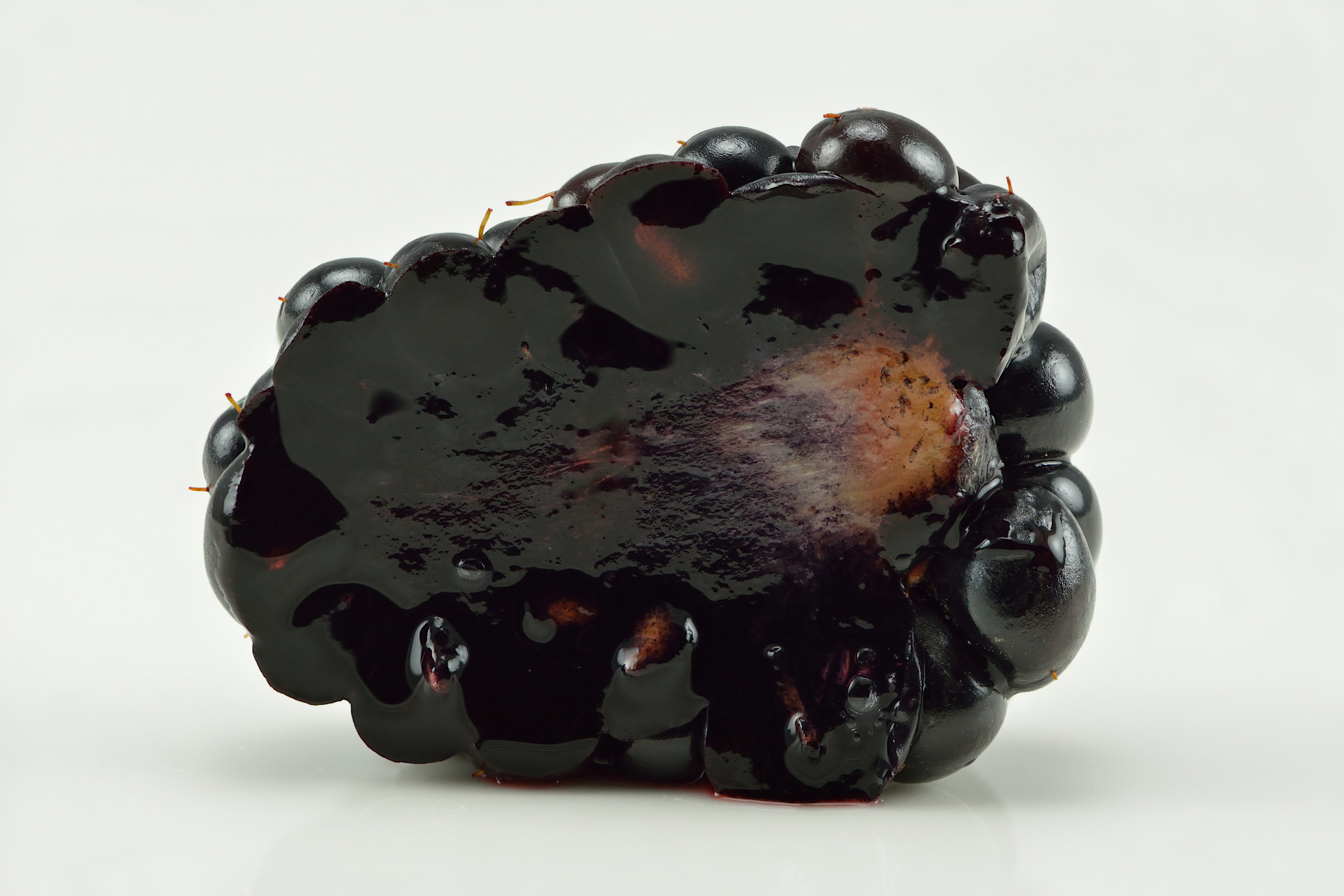
Frutto sezionato.

È un arbusto spinoso che può raggiungere i 2–3 m di altezza, ma può esserlo altrettanto o anche di più in larghezza, a causa dei nuovi lunghissimi getti che annualmente si sviluppano dalle radici.

Le foglie sono decidue, composte da 3-5 foglioline a lamina ovata od obovata; hanno margini seghettati e spinosi con apice acuto.
I fiori sono ermafroditi, biancastri o rosati, riuniti in infiorescenze a racemo. La fioritura avviene nel mese di giugno. È pianta mellifera da cui le api ricavano un particolare miele monoflorale.

I frutti sono composti da tante piccole drupe, di colore rosso nelle prime fasi di crescita, nero a maturazione. I frutti Iniziano la maturazione in agosto.

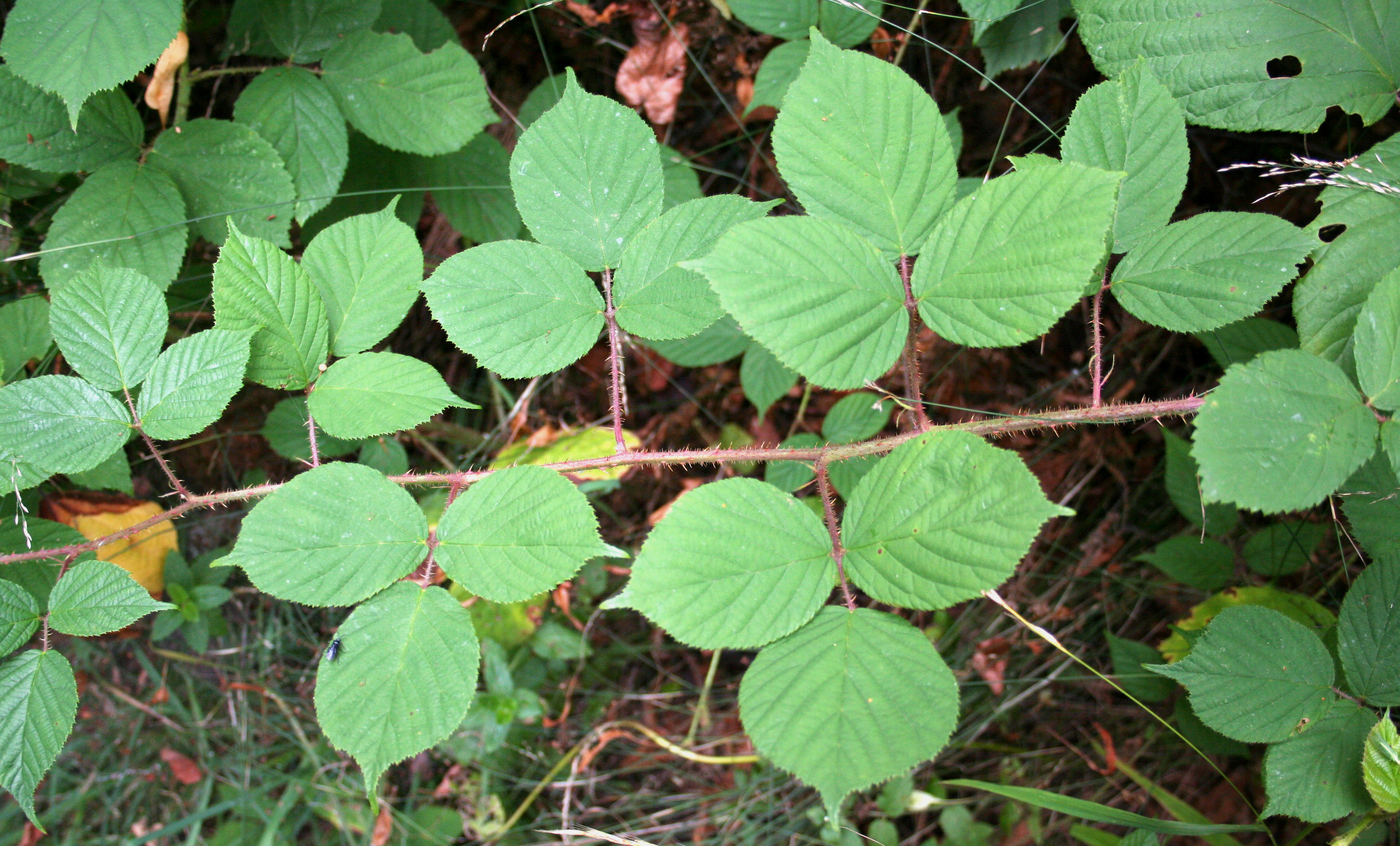
Foglie
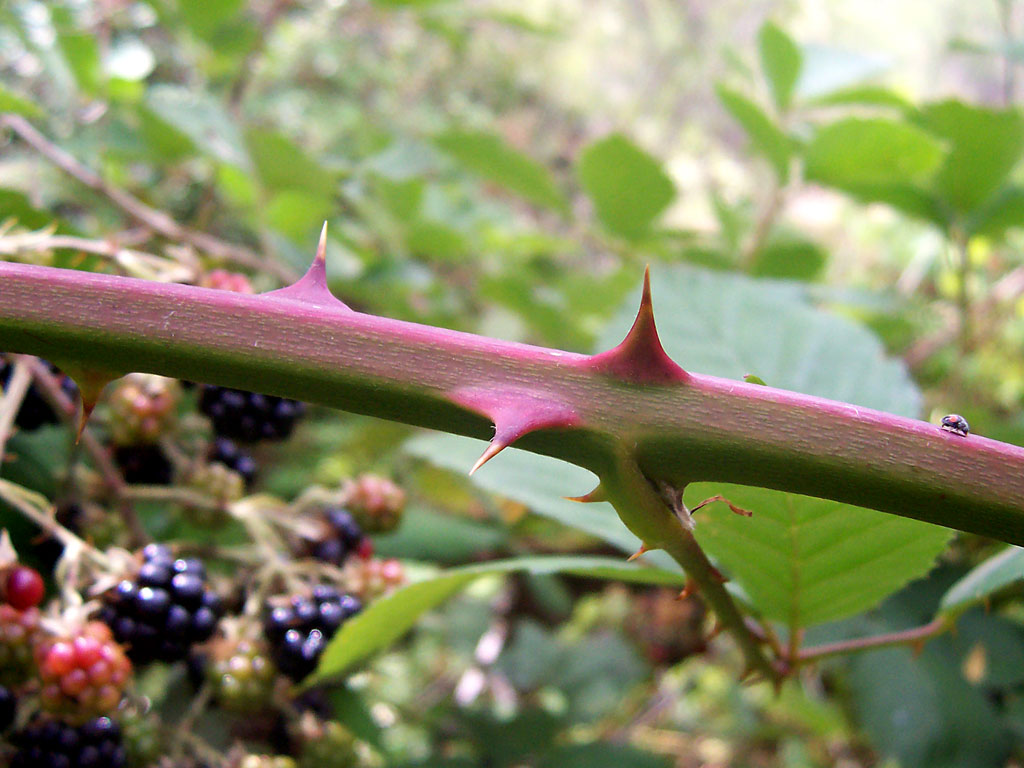
Spine
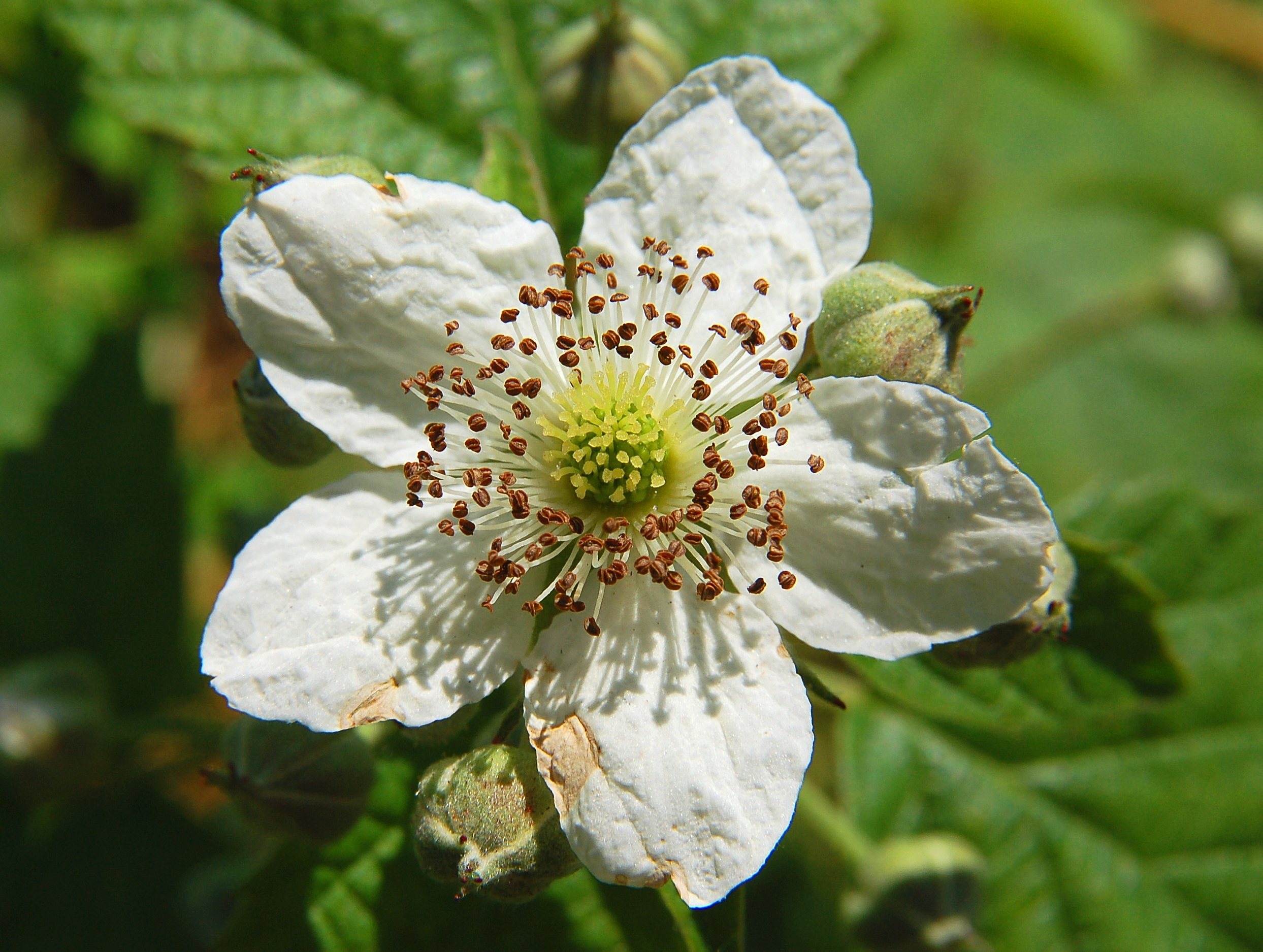
Fiore
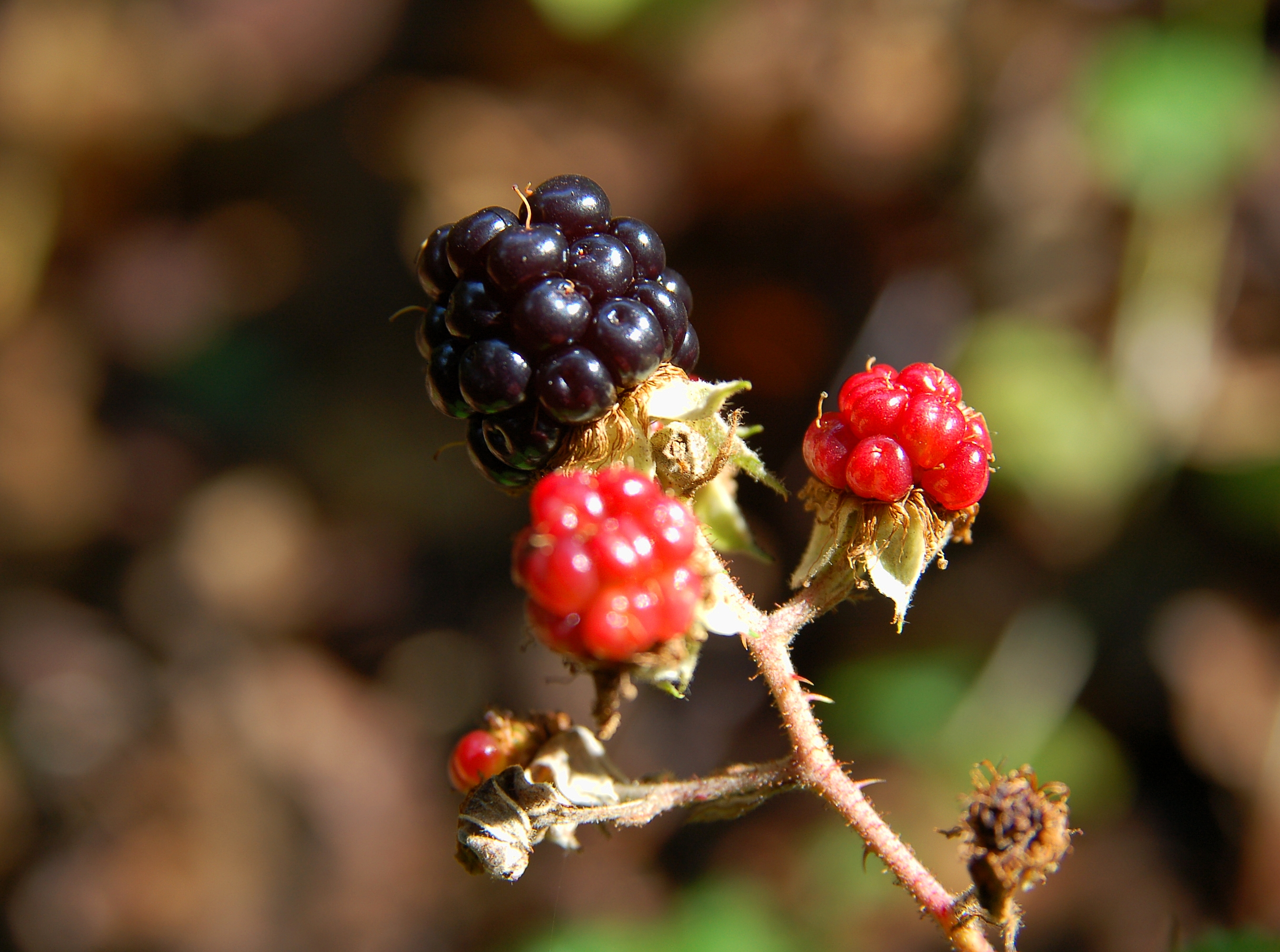
Frutto
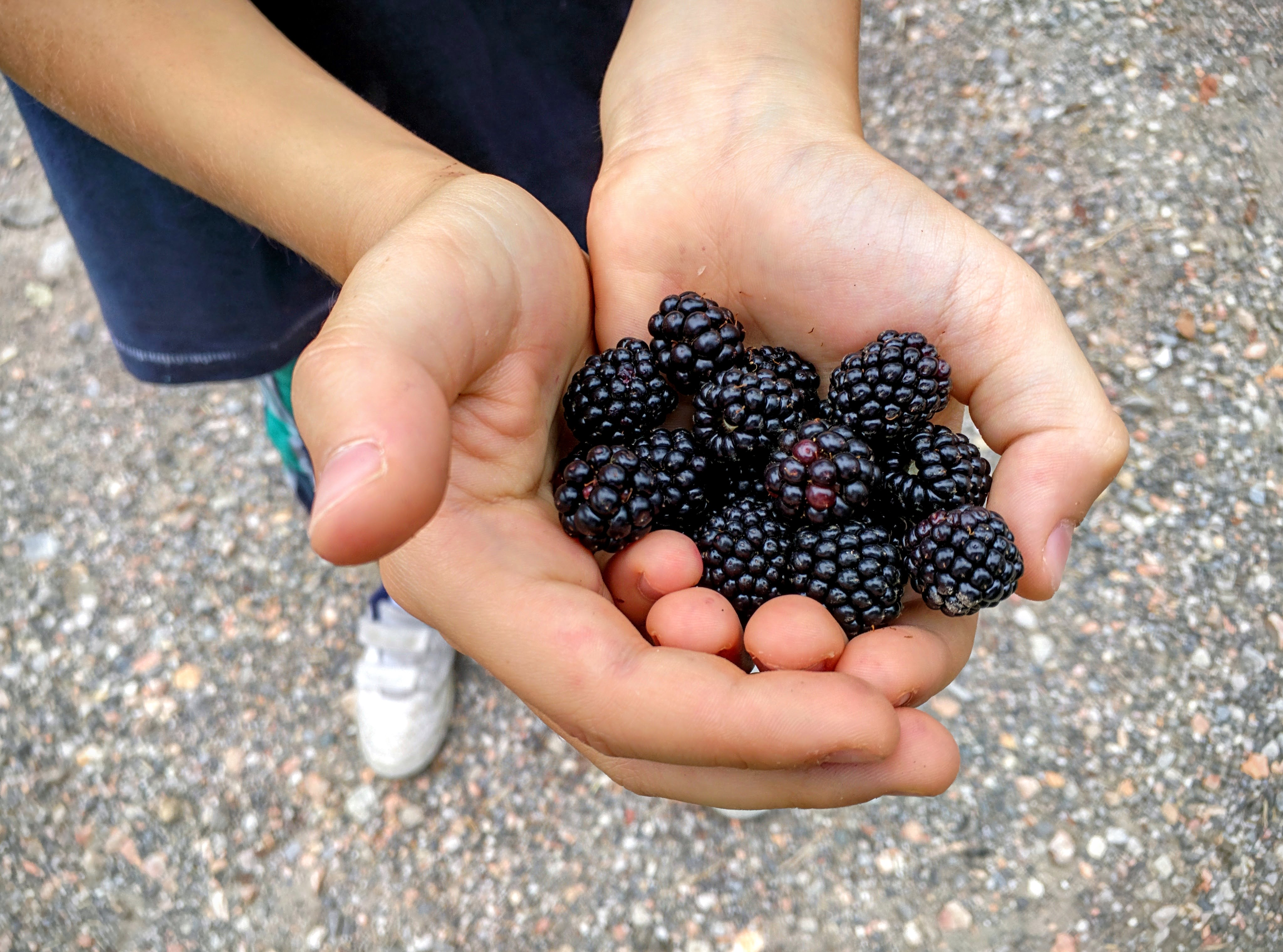
Una manciata di frutti

## Distribuzione e habitat
Specie comune in Europa e in Asia, introdotta anche in Nord America; in Italia è pianta comune nei boschi umidi, al margine delle foreste, nelle radure e nelle siepi; predilige suoli ricchi di nutrienti, debolmente acidi. Cresce fino a 1 700 m s.l.m.

## Usi
I frutti (more), raccolti a maturazione in tarda estate, si prestano ad essere usati per fare delle ottime marmellate che, dopo la cottura, vengono passate con il filtro per togliere i semi. È tuttavia importante sapere che la parte di zucchero non deve essere inferiore al 70%, onde evitare problematiche con il botulino (Clostridium botulinum); oppure le more vanno cotte in una padella ove si sia aggiunto il 30% di zucchero, un pizzico di vaniglia e mezzo bicchierino di rhum, cuocendo finché la marmellata non raggiunga una discreta densità. La marmellata risulta ottima sopra i dolci, panna cotta e gelato.
La pianta è utilizzata anche per delimitare proprietà e poderi, con funzioni principalmente difensive, sia per le numerose e robuste spine che ricoprono i rami, sia per il fitto e tenace intrico che essi formano, creando una barriera pressoché invalicabile.
Altre funzioni delle siepi di rovo sono nella fornitura di polline e nettare per la produzione del miele spesso monoflorale, essendo una pianta mellifera, molto bottinata dalle api.